# Teloleptoneta synthetica
Teloleptoneta synthetica là một loài nhện trong họ Leptonetidae. Chúng được miêu tả năm 1951 bởi Machado và chỉ được tìm thấy ở Bồ Đào Nha.